# HSO Wirtschaftsschule Schweiz
Die HSO Wirtschaftsschule Schweiz ist eine Schweizer Bildungsgruppe.

## Geschichte
Die erste HSO Schule wurde von Camille A. Bise gegründet und im Frühjahr 1954 im Zürcher Stadtteil Oerlikon als Handelsschule Oerlikon eröffnet. Der erste Lehrgang führte angehende Kaufleute in das Maschinenschreiben ein.
1959 entstand daraus eine Tageshandelsschule mit einem vollen KV-Lehrprogramm. „KV“ (nach „Kaufmännischer Verband“) steht in der Schweiz synonym für kaufmännische Themen und Ausbildung. Später wandelte sie sich zum Bildungszentrum „HSO Handels- und Kaderschule Oerlikon Zürich“. 2004, 10 Jahre nach der Übernahme der Unternehmensleitung der HSO durch den heutigen Vize Verwaltungsratspräsidenten Beat Nägelin, hatte die HSO 1.500 Studierende in verschiedenen Ausbildungsgängen, darunter Kommunikation, Informatik, Handelsschule, KV College und Kaderschulung. 2007 begann die HSO gesamtschweizerisch zu expandieren und heisst heute „HSO Wirtschafts- und Informatikschule“. Bildungszentren gibt es in Aarau, Baar, Basel, Bern, Chur, Luzern, Rapperswil, St. Gallen, Solothurn, Thun, Zürich.
Die HSO verfügte 2020 über 3’800 Studierende und einen Lehrkörper mit 450 Mitarbeitenden und Dozenten. Die Aus- und Weiterbildung umfasst 40 verschiedene Lehrgänge. Diese reichen von eidgenössischen Diplomen und Nachdiplomen über europäisch anerkannte Bachelorprogramme bis hin zu global akkreditierten Masterprogrammen. Dazu gehören die kaufmännische Grundausbildung und verschiedene Berufsprüfungen bis zur Höheren Fachschule und Fachhochschule, sowie weiterführende Studien bis zum Executive Master of Business Administration (EMBA).
|  | Beispiel 50er Jahre: Das Foto zeigt den Besitzer und Direktor der Schule vor einer Klasse. Als Detail sieht man verschiedene Pflanzen, die auch in allen anderen Klassenräumen standen: Botanik war das Hobby des Direktors.                                                                                           |
|  | Beispiel frühe 70er Jahre: Foto während des wirtschaftlichen Aufschwungs. Der damalige Leiter der Wirtschaftsschule hatte nicht genug Lehrkräfte für den Betrieb aller Klassen und entschloss sich somit per Videokamera von seinem Wohnzimmer aus zu unterrichten und simultan in mehrere Klassenräume zu übertragen. |
|  | Beispiel späte 70er Jahre: Zeitungsinserat von 1976 als Beispiel für Marketing in der Rezession. Man warb für Abendkurse zu einem Einheitspreis von 250 Schweizer Franken |

## Bildungsgänge
Die Lehrgänge sind strukturiert in KV College, Handelsschule, Kaderschule und Marketingschule.
Die einzelnen Bildungslehrgänge wurden 2013 neu präzisiert und wie folgt umrissen:
- Das HSO KV College ist eine kaufmännische Berufsfach- und Maturitätsschule für Einsteiger.
- Die HSO Handelsschule soll kaufmännische Zusatzbildung vermitteln.
- Die HSO Kaderschule soll Handlungs- und Entscheidungskompetenz vermitteln.
- Die HSO Executive Business School dient der Managementbildung.